# Anders Kristenson
Anders Vilhelm Kristenson, född 17 november 1888 i Rönnängs socken, död 7 november 1954 i Stockholm, var en svensk läkare.
Anders Kristenson var son till folkskolläraren Anders Johan Kristenson. Efter mogenhetsexamen vid Göteborgs högre latinläroverk 1907 blev han 1909 student vid Uppsala universitet och avlade en medicine kandidatexamen 1912. Kristenson var fältläkarstipendiat 1914-1917 och blev medicine licentiat vid Karolinska institutet 1917. 1917-1919 arbetade han som underläkare vid Örebro länslasaretts kirurgiska avdelning, 1919-1927 som bataljonsläkare vid Upplands regemente och 1920-1922 som biträdande lärare i fysikalisk diagnostik i vid Uppsala universitet. Kristensson var 1927-1940 amanuens och underläkare vid Akademiska sjukhuset, 1937-1940 var han även laborator. Man blev 1924 medicine doktor och arbetade 1924-1937 som docent i praktisk medicin vid Uppsala universitet. 1928-1937 var Kristenson regementsläkare vid Upplands regemente, 1935-1937 tillförordnad och 1937-1940 ordinarie överläkare vid Akademiska sjukhusets centralsanatorium. Han blev 1940 professor i medicin vid Karolinska institutet, överläkare vid Serafimerlasarettets medicinska avdelning och ledamot av styrelsen för Statens institut för folkhälsan. 1945 blev Kristensen medlem av medicinalstyrelsens vetenskapliga råd, samma år läkare vid Stockholms centraldispensär och 1947 ledamot av kommittén för Karolinska sjukhusets utbyggnad. Kristenson var ordförande i Svenska tuberkulosläkarföreningen under åren 1945-1953. I  nekrologen anges att han var outtröttlig i sina omsorger om patienterna och kunde som få inge dem trygghet och förtröstan.